# Матеј Јеванђелиста
Апостол Матеј (старојевр. Матитјаху, дар Јахвеа, одговара српском имену Божидар) један је од дванаесторице апостола. Пре крштења звао се Левије.
Био је Јеврејин, у служби Римљана као цариник у Капернауму. У том времену цариник је био оно што је данас порезник. Порез је наплаћивао у закупљеној области, па се цариник (митар) старао да скупи што више пореза не би ли и њему што више остало. Отуда Бирвиш говори о људима који су убирали дажбине, (Мт 9,10).
По Светом писму када га је Исус Христос позвао да му буде ученик (апостол) оставио је све и пошао за Њим, примивши Светог Духа Матеј је проповедао Јеванђеље у Партији, Мидији и Етиопији. У Етиопији га је погубио кнез чију је жени и сина крстио, но покајавши се после вађења оловног ковчега са телом апостола Матеја из мора, кнез се и сам крстио и примио име Матеја. По смрти епископа Платона, кога је апостол Матеј поставио, Матеја се (после сна у коме му се јавио апостол Матеј) примио за новог епископа у Етиопији.
Према предању, Св. апостол Матеј је написао (редоследом у Светом писму Новога завета) прво јеванђеље, Свето јеванђеље по Матеју, те се назива и јеванђелист Матеј.
Српска православна црква слави Светог јеванђелисту и апостола Матеја 16. новембра (по Јулијанском календару), односно, 29. новембра по Грегоријанском календару.